# Golf
|  | Per a altres significats, vegeu «Golf (desambiguació)». |

El golf és un esport de pilota que té per finalitat d'introduir en una sèrie de forats (normalment 18) una bola mitjançant una successió de cops realitzats amb un pal, en el menor nombre de cops possible. Recentment també s'ha popularitzant un esport que en deriva, el Pitch and putt, que fa servir distàncies més curtes i menys pals. També hi ha una varietat que hom juga en espais molt reduïts anomenada minigolf.

## Història

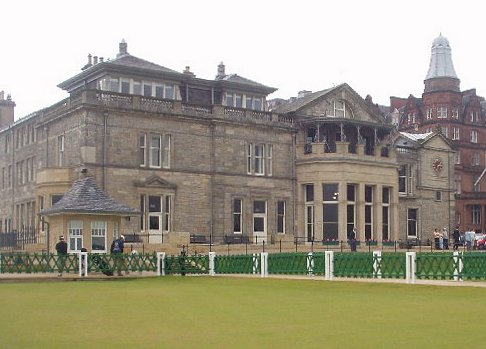
El Royal and Ancient Golf Club de St Andrews

Algunes teories parlen de referències a una mena de golf trobades en jeroglífics de l'Egipte faraònic. El Chui Wan ("chui" significa colpejar i "wan" significa pilota petita en xinès), un esport que consisteix a conduir una pilota amb un pal fins a un forat del terra, és mencionat en un llibre xinès del segle xi, i el professor xinès Ling Hongling de la Universitat de Lanzhou teoritza que fou portat pels mongols a Europa durant els segles xii i xiii. També hi ha un altre antic esport xinès semblant anomenat "Ji-jou".
A la ciutat holandesa de Loenen aan de Vecht s'esmenta el 26 de febrer de 1297 la pràctica d'un esport amb un pal i una pilota de pell. Malgrat tot, actualment es considera que el golf tal com el coneixem avui dia s'originà a Escòcia cap al segle xii. Un joc escocès anomenat goulf fou prohibit en dues lleis del segle xv tot i que alguns especialistes sostenen que es tractava d'un esport més proper al bandy o al hurling.
Molt aviat es va convertir en un esport molt popular, fins al punt que es diu que el rei Jaume II d'Escòcia el va prohibir perquè els seus súbdits no abandonessin la pràctica del tir amb arc. També a Escòcia es creà el primer camp de golf permanent The Musselburgh Old Links Golf Course, i les primeres regles (1754, al que més tard seria el prestigiós Royal and Ancient Golf Club of St Andrews), entre elles l'establiment dels 18 forats. També començaren a disputar-se les primeres competicions i torneigs entre diferents ciutats escoceses. L'any 1744, a Escòcia, es va constituir la primera associació o club de jugadors, la Honourable Company of Edinburgh Golfers. Des d'Escòcia s'estengué primer a Anglaterra i després de la resta del món.
Als Estats Units és un dels esports més populars fins al punt de què ha estat el primer esport practicat a la lluna, ja que l'astronauta Alan Shepard hi va fer un cop l'any 1971. A més en aquest país hi ha més de 12.000 camps i més de 20 milions de persones el practiquen almenys un cop l'any.

### Història als Països Catalans
Com altres esports els golf va ser introduït als Països Catalans per anglesos. El primer club d'aquest esport fou el Barcelona Golf Club (1912), que l'any 1914 es traslladà a Sant Cugat del Vallès, esdevenint Club de Golf Sant Cugat i on es construí el primer camp de golf. Al País Valencià el primer fou el de Manises (1924). Posteriorment sorgiren el Club de Golf Terramar, de Sitges (1927), el Club de Golf de la Cerdanya, a Puigcerdà, el de Llavaneres (1945), el del Prat de Llobregat (1956), el del Saler (València) (1958), el del Grau de Castelló (1959), el de Son Vida, a Palma (1964), el primer de les Illes Balears, al qual s'afegí el 1967 el de Punta Roja, el de Pals (Baix Empordà) (1966), el Club de Golf Costa Brava, a Santa Cristina d'Aro (1968), el de Torrevella (1972) i el de Vallromanes (Vallès Oriental), entre d'altres. En els darrers anys, hi ha hagut un fort creixement de federats a Catalunya, i actualment hi ha 45.349 llicències.

## El camp de golf

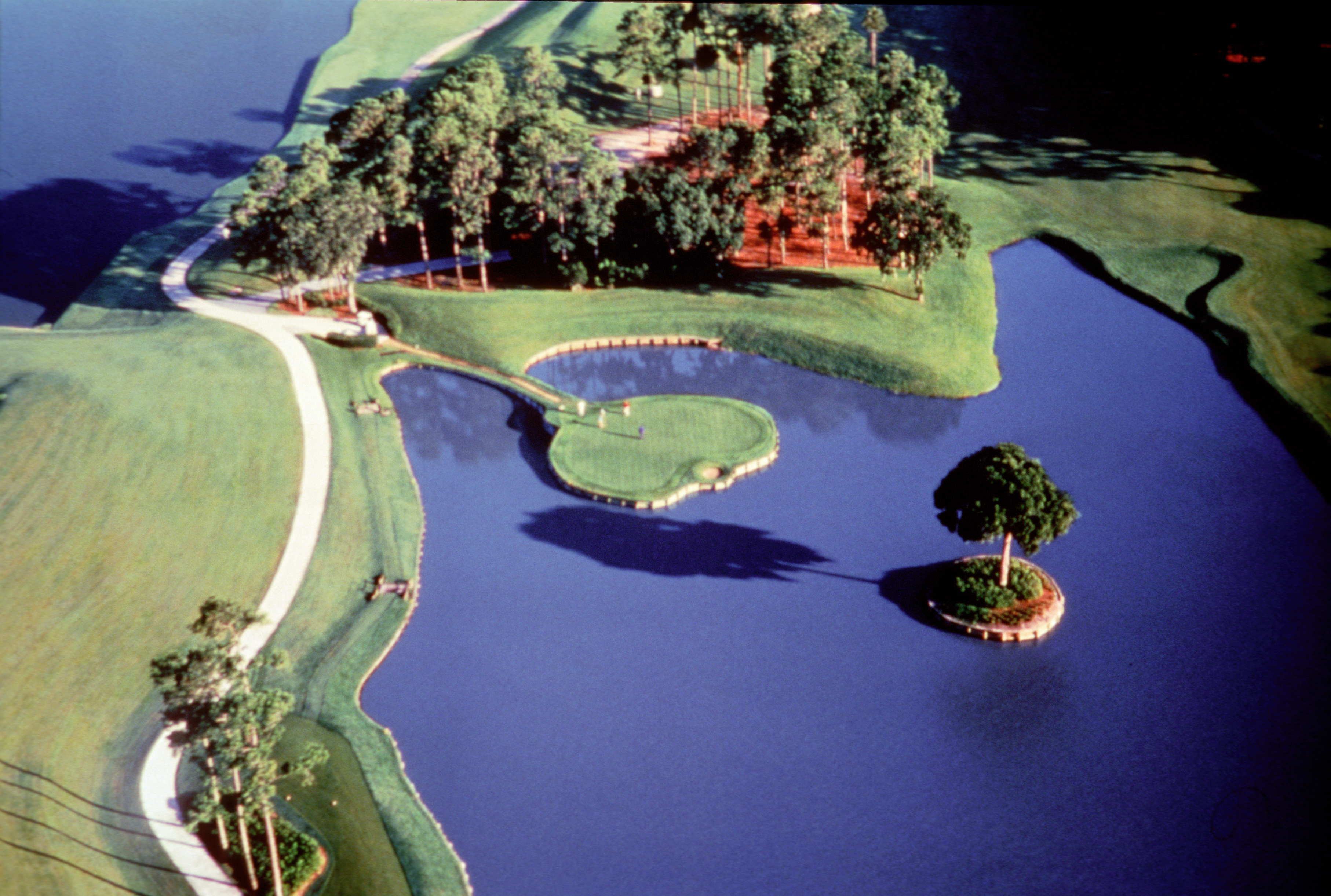
El famós forat 17 del camp de golf TPC at Sawgrass.

El golf es disputa en una àrea de terreny que s'anomena camp de golf. És un dels pocs esports que no es disputa en una àrea de joc estandarditzada. Cada camp de golf té un disseny únic. Cada camp consisteix en una sèrie de forats, que típicament solen ser 9 o 18, cadascun dels quals té una zona anomenada tee de sortida, i una zona anomenada green on es troba el forat, al final del recorregut. Entre ambdues, hi ha el recorregut, que pot tenir diverses formes, ja sigui recte o en angle, i que rep el nom de carrer o fairway, en anglès. És una zona de gespa ben retallada on el jugador intenta que la pilota hi quedi després de cada cop, per poder tenir un següent llançament més còmode. Aquesta zona està envoltada d'una zona de gespa més alta anomenada rough. A més, en el recorregut s'hi poden trobar diversos obstacles, ja siguin naturals o artificials, com ara llacs, uns obstacles de sorra anomenats bunkers o zones de vegetació densa amb arbrat.

## Material de golf

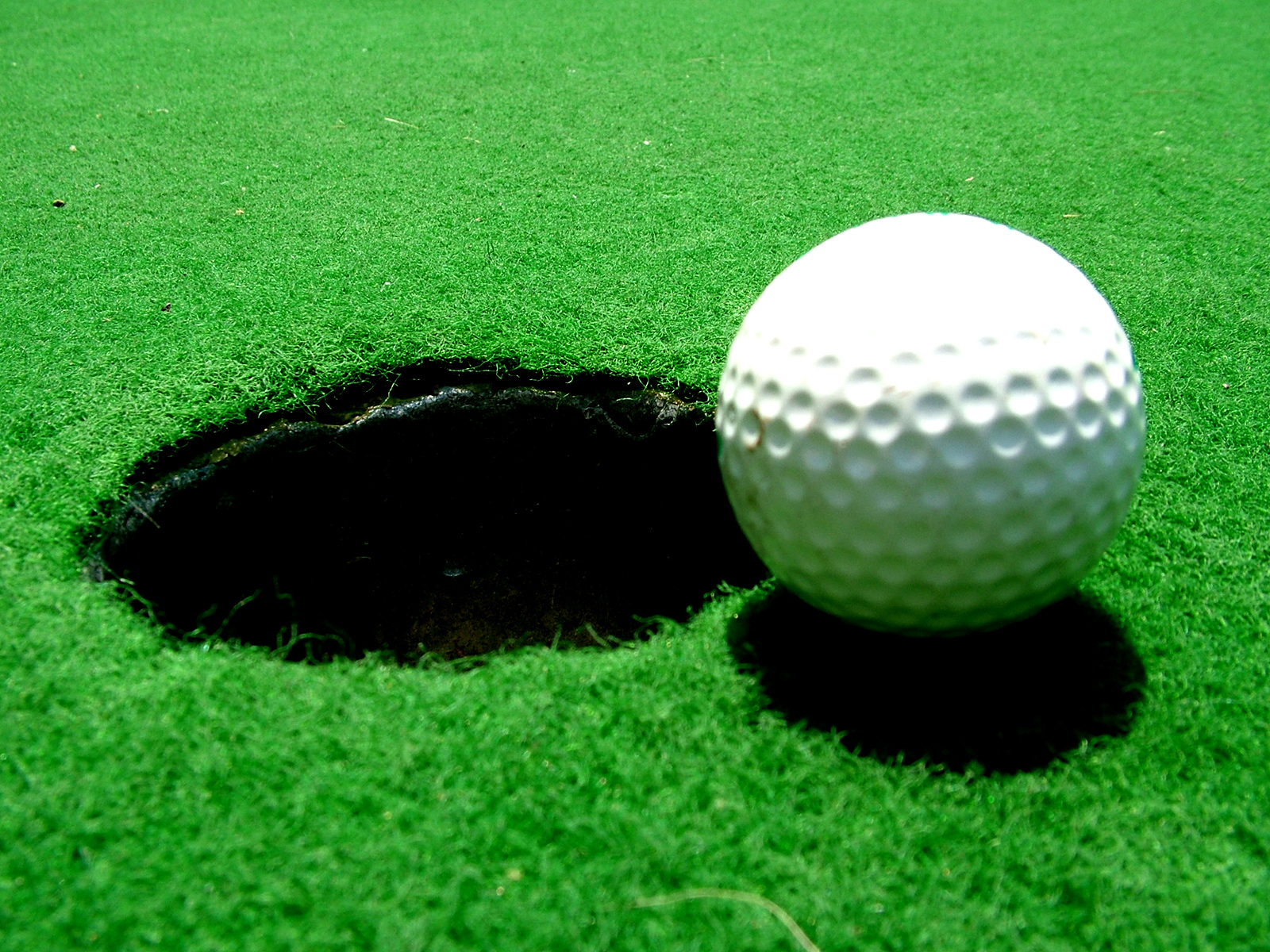
Bola de golf

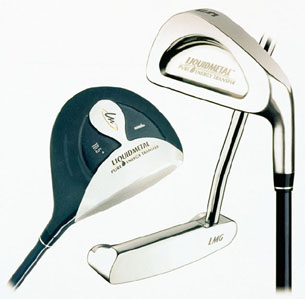
Diferents pals de golf.

Les pilotes de golf tenen un diàmetre de 42.67 mm i una massa que no pot excedir els 45.93 grams. Les pilotes modernes acostumen a tenir, dues, tres o quatre capes de diversos materials sintètics. La superfície té uns petits forats (entre 300 i 450) anomenats dimples dissenyats per millorar la seva aerodinàmica.
Els pals de golf són utilitzats per colpejar la pilota. Consisteixen en un eix amb una part per agafar a la part superior i un cap a la part de sota, amb el qual es colpeja la pilota.
Els pals de golf moderns estan fabricats amb materials i tècniques molt avançats. En total, un jugador pot dur a la bossa fins a 14 pals. Els pals amb els quals es pot copejar més fortament la pilota i assolir major distància es denominen fustes, encara que en l'actualitat ja no són d'aquest material, sinó d'acer o titani. Es duen normalment tres fustes per als cops llargs. També existeixen uns pals anomenats ferros, més versàtils i utilitzats per una gran quantitat de cops, dels quals solen ser nou o deu. També existeixen uns pals intermedis entre els ferros i les fustes, els híbrids, que tenen la precisió d'un ferro i pràcticament la potència d'una fusta. Molts professionals han començat a utilitzar-los en el circuit. El darrer tipus de pal són els putters, utilitzats per fer rodar la bola al green fins al forat.
Els pals anomenats ferros es diferencien entre si per l'angle de les seves bases, mitjançant el qual varia la seva inclinació perquè la bola surti llançada en trajectòries més horitzontals o més altes, segons la distància al clot. Aquests pals es designen per nombres. Com més alt sigui el nombre, major és l'angle d'inclinació del cap. Els pals amb major inclinació són els wedges, que reben noms específics com pitching wedge (de 45 a 48 °) o sand wedge (56 °), que es fa servir habitualment per a treure la bola del parany de sorra (bunker). Altres wedges habituals són el gap wedge (uns 52 °) per a cobrir el buit entre els dos anteriors o el lob wedge (60 °) que ajuda a detenir la bola en el lloc on cau, sense que rodi més enllà.
Existeix un petit objecte de fusta o plàstic anomenat tee que es fa servir per situar la bola en el punt de sortida d'un forat, des d'on es fa el primer cop, amb l'objectiu que aquest cop sigui més fàcil de fer.
Quan el golfista està al green, la bola ha de ser retirada per evitar interferència amb les boles dels rivals. Per senyalar el punt on es troba la bola s'usen uns marcadors (ball markers en anglès). Aquests marcadors són unes petites peces planes i rodones, de plàstic o metall, semblants a una moneda.
Les botes de golf solen ser especials. Aquestes solen dur unes petites punxes dissenyades per incrementar l'agafament a terra en el moment d'efectuar el swing i poder efectuar un millor cop. Els golfistes també solen dur un guant a la mà no dominant, per agafar el pal i assegurar-ne la subjecció sense que rellisqui. També s'usen unes bosses per portar els pals, així com la resta de material necessari. Aquests bosses són transportades pel caddie.

## Desenvolupament del joc

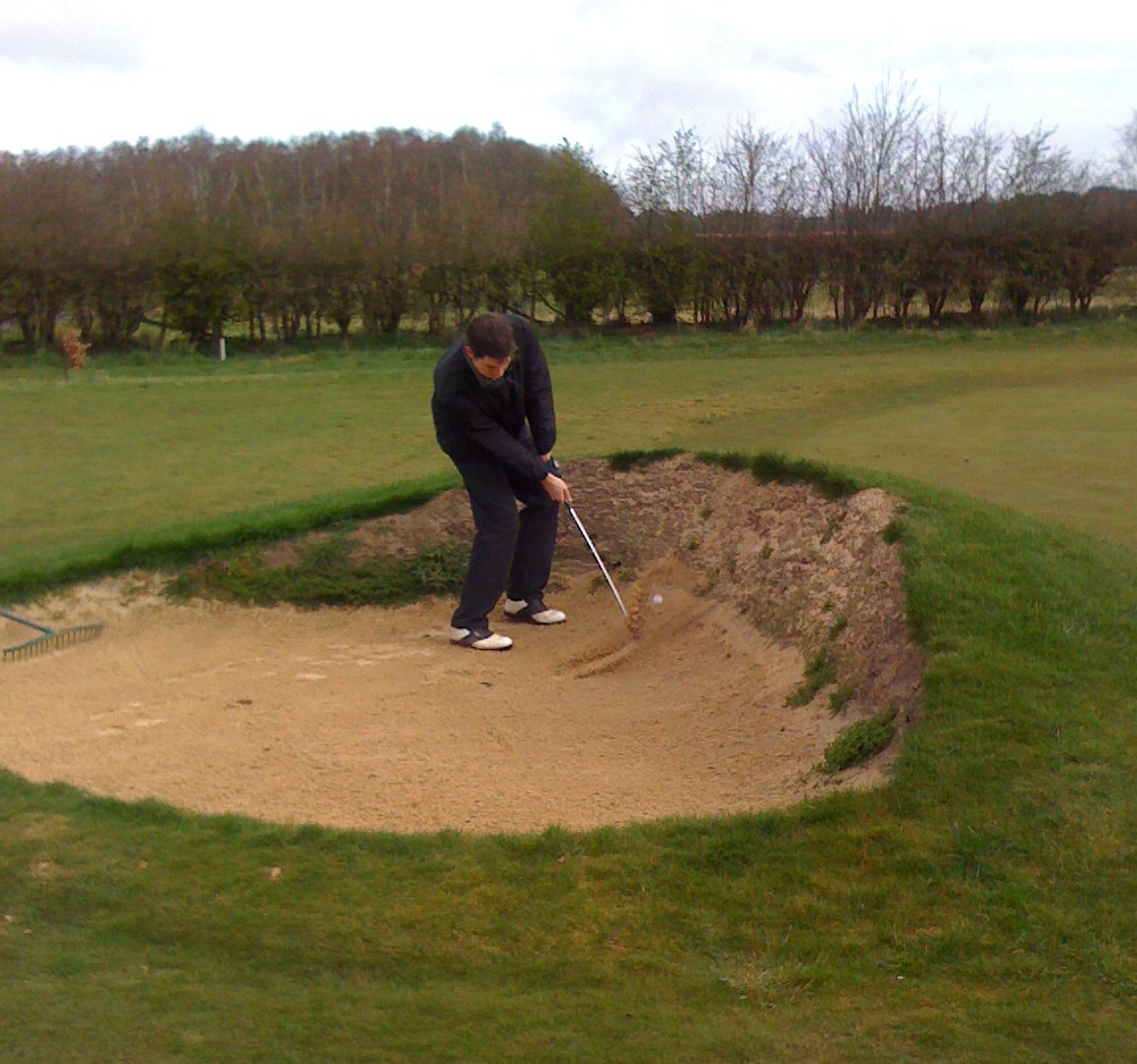
Un golfista colpejant des d'un bunker.

Cada ronda d'un partit de golf consisteix en la disputa d'un nombre de forats determinat, típicament 18, en un ordre determinat. Cada forat consisteix a anar colpejant la pilota, des de la sortida (tee) i des de cada posició on resti situada després de cada cop, fins a aconseguir introduir-la al forat, situat al final del recorregut. L'objectiu és introduir-la amb el menor nombre de cops possible. Per assolir aquest objectiu és important que la bola quedi el millor situada possible després de cada cop, evitant els obstacles com els bunkers de sorra o els llacs d'aigua.
El trajecte entre cop i cop pot ser realitzat pels golfistes a peu o en un petit cotxe motoritzat. Aquests van acompanyats per un caddie, un personatge que transporta el material del golfista (típicament els pals de golf) i que els poden donar consell.
Un forat és classificat pel seu par; el nombre de cops que se suposa que el golfista hauria de fer per completar el forat. El més comú és que un forat sigui par-quatre (quatre cops per assolir el forat, dos per arribar al green i dos més per entrar la bola al destí). També es troben forats classificats com par-tres o par-cinc, però rarament pars superiors.
El factor clau per classificar el part d'un camp és la distància entre el tee i el green. Distàncies típiques per un par-tres són entre 91 i 224 metres, per un par-quatre entre 225 i 434 metres i per un par-cinc entre 435 i 630 metres. El pendent del recorregut (si és pujada o baixada) també pot afectar per la classificació. En el cas de baixada, per exemple, poden ser necessaris menys cops per arribar al final i el par del camp pot ser menor. Altres factors que poden afectar alhora de determinar aquest valor són la presència d'obstacles o la forma del green, ja que aquests poden requerir un cop extra per completar el recorregut.
Un recorregut típic de divuit forats pot tenir quatre forats par-tres, deu par-quatre i quatre par-cinc, tot i que poden existir d'altres combinacions. En aquest cas el par total del recorregut seria de 72. La majoria de campionats es disputen en camps amb un par que va entre el 70 i el 72.

### Puntuació
En cada partit l'objectiu en realitzar la ronda de tots els forats en el menor nombre de cops possible. En cada forat, la puntuació realitzada pot ser descrita, segons el nombre de cops en funció del par del forat, per la següent terminologia (cal notar que la terminologia típica del golf és en anglès per raons històriques):
| Puntuació | Terme           | Definició                     |
| --------- | --------------- | ----------------------------- |
| -4        | Condor          | quatre cops per sota del par  |
| -3        | Albatross       | tres cops per sota del par    |
| -2        | Eagle           | dos cops per sota del par     |
| -1        | Birdie          | un cop per sota del par       |
| 0         | Par             | mateixos cops que el par      |
| +1        | Bogey           | un cop per sobre del par      |
| +2        | Doble Bogey     | dos cops per sobre del par    |
| +3        | Triple Bogey    | tres cops per sobre del par   |
| +4        | Quàdruple Bogey | quatre cops per sobre del par |

### El swing

Animació d'un swing de golf.

El swing és un moviment corporal realitzat per un golfista en el moment d'efectuar cops de llarga distància. En efectuar aquest moviment es mouen gran quantitat de músculs, fet que requereix un preescalfament físic. El jugador ha de col·locar-se alçat però relaxat davant la bola, situada en un punt al centre dels peus de manera que les espatlles estiguin paral·leles a la direcció del cop. Els braços i el pal han de formar una I. El swing s'inicia (backswing) girant lentament el cos cap a la dreta (per a un destre) i tirant enrere l'espatlla dreta perquè el pal pugi fins a arribar a una posició horitzontal o paral·lela al sòl. La cama esquerra es flexiona lleugerament recaient la major part del pes sobre el peu dret. Aleshores, el cos comença el gir invers cap avall (downswing) estirant els braços i els canells per davant del tors. El pal baixa augmentant la velocitat del moviment fins a arribar a la màxima en el moment de l'impacte. En aquest moment tot el pes recau sobre la cama esquerra. El cos segueix el moviment, girant cap a l'esquerra (per a un destre) fins al punt en què el cap acaba mirant en la direcció del moviment de la bola. En la part final del moviment el peu dret gira fins a col·locar-se sobre la punta dels dits. Per a un bon swing és fonamental mantenir sempre l'equilibri del cos.

### Tipus de cops
Hi ha diversos tipus de cops, en funció del moment del joc en què es colpegi la pilota. Aquests són (la terminologia és en anglès):
- El drive és un cop de llarga distància, executat des del tee de sortida, i que té per objectiu moure la pilota a la major distància possible dins del carrer o fairway.
- L'approach és un cop d'aproximació i el seu objectiu és situar la pilota dins del green.
- El chip és un cop molt curt utilitzat per una aproximació curta, normalment per situar una bola dins del carrer o per sortir d'algun obstacle, per exemple de sorra.
- El putt és un cop dissenyat perquè la bola rodi sobre la gespa sense aixecar-se. S'utilitza quan la pilota està al green, normalment per a fer-la entrar al forat. El lag és un tipus de putt per una llarga distància, normalment d'aproximació de la bola al forat.

### El handicap
El handicap és una mesura numèrica de l'habilitat del golfista amateur de jugar a golf en un camp de 18 forats. El handicap representa, generalment, el nombre de cops per damunt del par que un jugador pot assolir, en mitjana durant un dia. Quan més bo és un jugador menor handicap té.
En les competicions, aquest handicap se li resta al jugador del nombre total de cops realitzats al final d'una ronda, per calcular el marcador net. D'aquesta manera poden competir en un mateix partit jugadors de diferent nivell. El sistema de handicap no es fa servir en el camp professional. Els golfistes professionals solen marcar diversos cops per sota del par en un recorregut i, per tant, tenen un handicap calculat de 0 o menys, que deixa el seu nombre de cops sense modificar. Algú amb un handicap de 0 o menys té el qualificatiu de "golfista scratch".

## Regles del golf

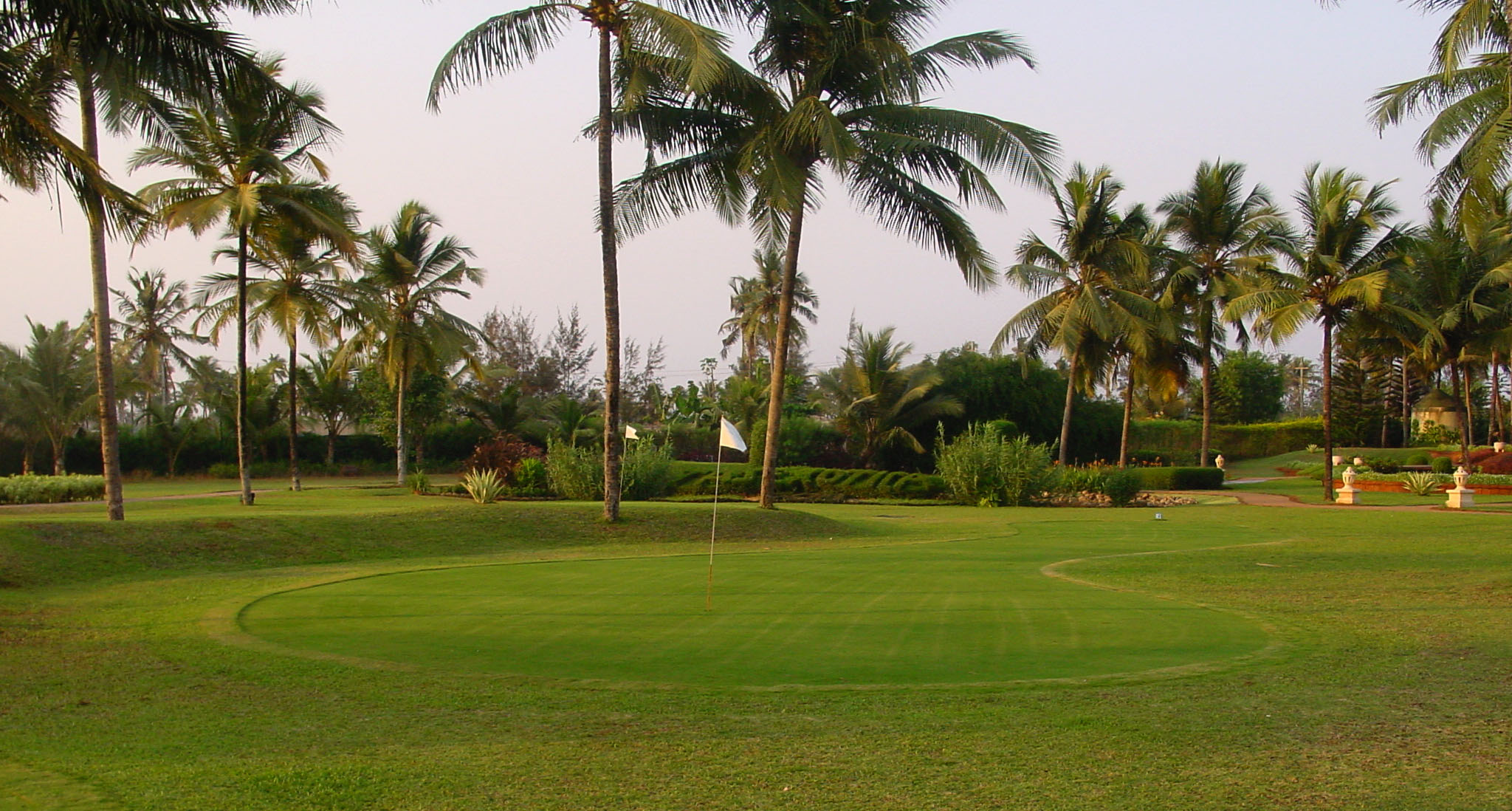
Camp de golf a Goa, Índia.

Les regles del golf han estat estandarditzares internacionalment i són governades conjuntament pel Royal and Ancient Golf Club of St Andrews (R&A), fundat el 1754 i la United States Golf Association (USGA). Per acord amb la R&A, la jurisdicció de la USGA es limita als Estats Units i Mèxic. La resta d'associacions nacionals usen les regles de la R&A.
Algunes regles estableixen que:
- Cada jugador és obligat a jugar la bola des de la posició on aquesta hagi caigut després d'efectuar un cop, llevat que una regla permeti o demandi una altra opció (Regla 13-1).
- Un jugador no pot tenir assistència en la realització d'un cop (Regla 14-2)
- Les condicions del terreny o altres parts del recorregut no poden ser alterades per guanyar avantatge, excepte en determinats casos definits per les regles.
- Una bola només pot ser reemplaçada per una altra durant la disputa d'un forat quan aquesta s'hagi destrossat (Regla 5-3), perdut (Regla 27-1), o no sigui jugable (Regla 28), on en altres circumstàncies definides per les regles. El jugador sempre pot substituir les boles entre el joc de dos forats.[11]

Existeixen certes penalitzacions en determinades situacions, que es castiguen amb cops extres afegits als ja realitzats o amb l'afegiment de distància extra. Per exemple una bola perduda o colpejada fora dels límits és castigat amb un cop i amb distància. (Regla 27-1) També es castiga amb un cop si el jugador mou la bola o provoca que es mogui. (Regla 18-2) Si un golfista colpeja la bola equivocada (Regla 19-2), o colpeja la bola d'un company en un putt (Regla 19-5), el jugador és castigat amb dos cops. També hi ha infraccions que poden portar a la desqualificació d'un jugador, com enganyar, signar un marcador més baix o un joc no apropiat.
També hi ha estrictes disposicions pel que fa a l'estatus dels golfistes. Essencialment, qualsevol qui hagi rebut pagaments o compensacions econòmiques per haver ensenyat o jugat a golf no pot ser considerat amateur, i no li és permès de participar en aquells campionats limitats a jugadors amateurs. No obstant això, aquests poden rebre premis no monetaris segons els límits establerts per les regles de l'estatus amateur.
Els golfistes també han de seguir una normativa de comportament que afecta els diferents àmbits del golf. Aquestes normes no formen part en sentit estricte de les regles del joc, ja que no són castigades amb cops de càstig, però per les quals sí que poden ser amonestats. Aquestes normatives fan referència a aspectes del joc com:
- Seguretat al camp: No es poden fer swings de prova en direcció a companys o d'altres persones. No es pot colpejar la pilota mentre els jugadors que precedeixen estiguin en la trajectòria o a l'abast de la bola.
- Consideració envers els altres: No llençar els pals amb ira o enuig. Estar preparat per quan t'arribi el torn de jugar, perquè la resta de jugadors no hagin d'esperar gaire. No interferir directament o indirecta quan un altre jugador estigui executant un cop.
- Ritme del joc: Els golfistes han de jugar sense perdre temps. Una bola perduda no s'ha de cercar durant més de cinc minuts, per no retardar el joc. Si un partit retarda el ritme de joc d'un forat, està obligat a deixar passar al següent partit. Acostuma ha haver una autoritat de camp encarregada de controlar el ritme de joc.
- Prioritat: Els grups de dos jugadors tenen dret a avançar als grups de tres i quatre jugadors.
- Indumentària: Alguns camps de golf tenen determinades normes pel que fa a la indumentària. Bàsicament es recomana l'ús de samarretes amb coll, sabates de golf i vestits per sota els genolls (per les dones).

## Modalitats del golf
El golf és un esport que es disputa normalment de forma individual, tot i que també es poden disputar competicions per equips. Existeixen diverses modalitats de joc, de les quals les dues més destacades són:
- Match play o joc per forats: En aquesta modalitat dos jugadors (o dos equips) disputen cada forat de forma independent a la resta de forats. El participant amb el menor nombre de cops guanya el forat i s'anota un punt, independentment dels cops d'avantatge obtinguts respecte a l'altre. Si ambdós fan el forat en el mateix nombre de cops resten empatats. La competició és guanyada pel jugador o equip que hagi guanyat més forat (és a dir, que hagi guanyat més punts). En el cas que un equip o jugador hagi assolit un avantatge que ja no pugui ser superat pel rival a la resta de forats no es disputen, donant-se la partida per finalitzada. Per exemple, si un participant porta sis forats guanyats d'avantatge i només queden cinc forats per disputar, la partida finalitza resultant aquest vencedor. Si el partit acaba empatat un cop disputats tots els forats, la competició pot ésser continuada fins que un dels competidors guanyi un forat.
- Stroke play o joc per cops: En aquesta modalitat se sumen tots els cops necessaris per completar tots els forats. Aquell qui hagi necessitat el menor nombre de cops per completar tots els forats resulta vencedor. És la modalitat més comuna dins de les competicions professionals. Si en finalitzar tots els forats un o més jugadors acaben empatats amb el menor nombre de cops es disputa un desempat que pot ser, tant la disputa d'un determinat nombre de forats extres, com per mort sobtada, és a dir, es van disputant forats fins que un dels participants guanyi un forat.

Altres modalitats del joc del golf són:
- Skins: Cada jugador competeix per premis monetaris en cada forat individualment. És a dir, s'assigna un premi a cadascun dels forats.
- Stableford: El jugador guanya punts en funció dels cops realitzats: 1 per un bogey, 2 per un par, 3 per un birdie i 4 per un eagle. Els punts s'acumulen i qui més punts assoleix en tots els forats es proclama campió.[8]
- Foursome (definit a la regla 29): Es disputa entre dos equips de dos jugadors cadascun. Els dos jugadors de cada equip juguen una única bola colpejant-la alternadament. És a dir, el primer jugador de la parella fa la sortida, el segon colpeja a continuació, el primer fa el tercer cop, el segon el quart cop, i així successivament fins que s'anota el forat. La competició es pot disputar tant en modalitat match play com stroke play.[14]

- Fourball (regles 30 i 31): Es disputa entre dos equips de dos jugadors, però cada jugador té la seva pròpia bola. Per cada equip, només comptabilitza el millor resultat dels dos jugadors. La competició es pot disputar tant en modalitat match play com stroke play.[15]

- Scramble o millor cop: Es disputa per equips de diversos jugadors. Cada jugador surt amb la seva pròpia bola. Aleshores els components de l'equip decideixen quin ha estat el millor cop i tots els components fan el seu segon cop des d'aquesta mateixa posició, tornant-se a repetir el procediment fins que s'introdueix al forat.[16]

- Greensome o cop modificat alternat: Els dos jugadors de l'equip disputen la seva primera bola, i escullen quin ha estat el millor cop. A partir d'aquest moment es continua només amb aquesta bola alternant els cops els dos jugadors, començant pel que havia efectuat el pitjor.[17]

## Competicions
Pel que fa a la competició, existeixen els anomenats Circuits Professionals (en anglès Tours). Hi ha com a mínim vint circuits, organitzats per diverses associacions, que tenen membres que solen participar en la majoria de les seves competicions de cada circuit, tot i que també hi poden participar no membres. Els més importants són el circuit dels Estats Units (o de la PGA) on els premis monetaris són molt alts, i el circuit europeu, amb una aportació menys alta. També són importants el circuit del Japó, el circuit asiàtic (exclòs el Japó), el circuit d'Australàsia, el Sunshine Tour (a Àfrica del Sud), o ja de menor importància, el circuit del Canadà i el circuit de les Amèriques (a Amèrica Llatina). També hi ha circuits femenins, el més prestigiós dels quals és el LPGA, als Estats Units.
Cada any hi ha quatre proves que configuren el qual es coneix com a Grand Slam i que es consideren els quatre torneigs més importants de la temporada. La primera és disputa el mes d'abril i és el Masters d'Augusta, que és l'única de les quatre proves que es juga sempre en el mateix camp, l'exclusiu Augusta National Golf Course; el mes de juny es juga el US Open (golf), el juliol el British Open, l'únic que es disputa fora dels Estats Units, i finalment, el Campionat de la PGA.
També hi ha altres competicions destacades que es disputen per equips, com són la Ryder Cup i la Presidents Cup. Ambdues competicions es disputen cada dos anys i enfronten als millors jugadors dels Estats Units, amb els millors jugadors d'Europa la primera, i de la resta del món (excepte Europa) la segona.
El golf també fou esport olímpic als Jocs Olímpics de 1900 i 1904 i ho tornarà a ser als de 2016.

## Golfistes destacats
Llista dels golfistes masculins més destacats de la història en funció del nombre de grans torneigs guanyats (a data d'abril de 2009):
| Pos. | País         | Golfista              | Període   | Masters | U.S. Open | British Open | PGA | Total |
| ---- | ------------ | --------------------- | --------- | ------- | --------- | ------------ | --- | ----- |
| 1    | Estats Units | Jack Nicklaus         | 1962-1986 | 6       | 4         | 3            | 5   | 18    |
| 2    | Estats Units | Tiger Woods           | 1997-2008 | 4       | 3         | 3            | 4   | 14    |
| 3    | Estats Units | Walter Hagen          | 1914-1929 | 0       | 2         | 4            | 5   | 11    |
| 4    | Sud-àfrica   | Gary Player           | 1959-1978 | 3       | 1         | 3            | 2   | 9     |
|      | Estats Units | Ben Hogan             | 1946-1953 | 2       | 4         | 1            | 2   | 9     |
| 6    | Estats Units | Tom Watson            | 1975-1983 | 2       | 1         | 5            | 0   | 8     |
| 7    | Estats Units | Arnold Palmer         | 1958-1964 | 4       | 1         | 2            | 0   | 7     |
|      | Estats Units | Sam Snead             | 1942-1954 | 3       | 0         | 1            | 3   | 7     |
|      | Estats Units | Gene Sarazen          | 1922-1935 | 1       | 2         | 1            | 3   | 7     |
|      | Estats Units | Bobby Jones           | 1923-1930 | 0       | 4         | 3            | 0   | 7     |
|      | Jersey       | Harry Vardon          | 1896-1914 | 0       | 1         | 6            | 0   | 7     |
| 12   | Anglaterra   | Nick Faldo            | 1987-1996 | 3       | 0         | 3            | 0   | 6     |
|      | Estats Units | Lee Trevino           | 1968-1984 | 0       | 2         | 2            | 2   | 6     |
| 14   | Estats Units | Byron Nelson          | 1937-1945 | 2       | 1         | 0            | 2   | 5     |
|      | Espanya      | Severiano Ballesteros | 1979-1988 | 2       | 0         | 3            | 0   | 5     |
|      | Escòcia      | James Braid           | 1901-1910 | 0       | 0         | 5            | 0   | 5     |
|      | Anglaterra   | John Henry Taylor     | 1894-1913 | 0       | 0         | 5            | 0   | 5     |
|      | Austràlia    | Peter Thomson         | 1954-1965 | 0       | 0         | 5            | 0   | 5     |
|      | Estats Units | Dave Eichelberger     |           |         |           |              |     |       |

Llista de les golfistes femenines més destacades de la història en funció del nombre de grans torneigs guanyats (a data 2011):
| Pos. | Golfista      | País             | Període   | Total | Kraft | LPGA | US Open | Brit. Open | Maurier | Titlehold. | Western |
| ---- | ------------- | ---------------- | --------- | ----- | ----- | ---- | ------- | ---------- | ------- | ---------- | ------- |
| 1    | Estats Units  | Patty Berg       | 1937–1958 | 15    | -     | -    | 1       | -          | -       | 7          | 7       |
| 2    | Estats Units  | Mickey Wright    | 1958–1966 | 13    | -     | 4    | 4       | -          | -       | 2          | 3       |
| 3    | Estats Units  | Louise Suggs     | 1946–1959 | 11    | -     | 1    | 2       | -          | -       | 4          | 4       |
| 4    | Suècia        | Annika Sörenstam | 1995–2006 | 10    | 3     | 3    | 3       | 1          | -       | -          | -       |
|      | Estats Units  | Babe Zaharias    | 1940–1954 | 10    | -     | -    | 3       | -          | -       | 3          | 4       |
| 6    | Estats Units  | Betsy Rawls      | 1951–1969 | 8     | -     | 2    | 4       | -          | -       | -          | 2       |
| 7    | Estats Units  | Juli Inkster     | 1984–2002 | 7     | 2     | 2    | 2       | -          | 1       | -          | -       |
|      | Austràlia     | Karrie Webb      | 1999–2006 | 7     | 2     | 1    | 2       | 1          | 1       | -          | -       |
| 9    | Estats Units  | Pat Bradley      | 1980–1986 | 6     | 1     | 1    | 1       | -          | 3       | -          | -       |
|      | Estats Units  | Betsy King       | 1987–1997 | 6     | 3     | 1    | 2       | -          | -       | -          | -       |
|      | Estats Units  | Patty Sheehan    | 1983–1996 | 6     | 1     | 3    | 2       | -          | -       | -          | -       |
|      | Estats Units  | Kathy Whitworth  | 1965–1975 | 6     | -     | 3    | -       | -          | -       | 2          | 1       |
| 13   | Estats Units  | Amy Alcott       | 1979–1991 | 5     | 3     | -    | 1       | -          | 1       | -          | -       |
|      | Corea del Sud | Se Ri Pak        | 1998–2006 | 5     | -     | 3    | 1       | 1          | -       | -          | -       |
|      | Taiwan        | Yani Tseng       | 2008–2011 | 5     | 1     | 2    | -       | 2          | -       | -          | -       |